# Disperse Yellow 3
Disperse Yellow 3 ist ein Monoazofarbstoff aus der Gruppe der Dispersionsfarbstoffe, der unter anderem im Textilbereich zum Färben oder als Tätowierfarbe eingesetzt wird.

## Eigenschaften
Der Farbstoff ist als allergisierend bekannt und steht in Verdacht krebserregend zu sein. Das Bundesinstitut für Risikobewertung (BfR) hat mit der Stellungnahme Nr. 041/2012 die Empfehlung ausgesprochen, Disperse Yellow 3 nicht mehr zu verwenden.

## Regulierung
Die Verwendung von Disperse Yellow 3 ist in Deutschland seit 1. Mai 2009 über die Tätowiermittel-Verordnung als Permanent Make-up bzw. Tätowierfarbe verboten.
In der EU wurde die Verwendung ab 5. Januar 2022 auf 0,1 % (1000 mg/kg)  für ebendiese Verwendung begrenzt.
Über den Safe Drinking Water and Toxic Enforcement Act of 1986 besteht in Kalifornien seit 8. Februar 2013  eine Kennzeichnungspflicht, wenn Disperse Yellow 3 in einem Produkt enthalten ist.

## Externe Links zu erwähnten Verbindungen
1. ↑  Externe Identifikatoren von bzw. Datenbank-Links zu Disperse Yellow 3-D3:  CAS-Nr.: 947601-96-9, ECHA-InfoCard: 100.210.759, PubChem: 135818269, ChemSpider: 21170992, Wikidata: Q82475125.